# Jan Frodeno
Jan Frodeno (Colonia, 18 agosto 1981) è un triatleta tedesco laureatosi campione olimpico a Pechino 2008 e 3 volte campione del mondo nel 2015, 2016 e 2019.  È stato il detentore del record del mondo su distanza Ironman, con un tempo di 7h27'53", stabilito in Germania nel 2021, ora superato da Kristian Blummenfelt.

## Biografia
Nato a Colonia, Frodeno comincia a dedicarsi al nuoto in Sudafrica all'età di 15 anni prima di passare al triathlon quattro anni dopo. Torna poi in Germania per competere nella Triathlon Bundesliga e in due anni riesce a guadagnarsi un posto nella Nazionale tedesca. Prima dell'oro olimpico il suo miglior risultato era il sesto posto ai Mondiali del 2007, anno in cui arriva anche il successo nel campionato tedesco.
In Coppa del Mondo ha raggiunto il secondo e il terzo posto in diverse tappe tra il 2005 e il 2008.
Il successo olimpico, il giorno dopo il suo ventisettesimo compleanno, è stato quindi una sorpresa. Nello sprint finale ha sconfitto il vincitore di Sydney 2000 Simon Whitfield.
Il 17 luglio 2016 ha stabilito il record mondiale su distanza ironman a Roth, con il tempo di 7h35'39".
Il giorno 8 ottobre 2016 si laurea per il secondo anno consecutivo Campione del Mondo Ironman a Kona (Hawaii)
il 18 luglio 2021 in sfida contro il Canadese Lionel Sanders stabilisce il nuovo record del mondo su distanza Ironman a Allgäu (Germania), nella gara denominata Tri Battle Royal Race, chiudendo la gara in 7h27'53"